# Jan Sezonow
Ks. mitrat Jan Sezonow (ur. 18 listopada 1935 w Michałowie, zm. 30 listopada 2022) – polski duchowny prawosławny, były rektor Prawosławnego Seminarium Duchownego w Warszawie. 

## Życiorys
W 1955 ukończył Prawosławne Seminarium Duchowne, a w 1977 Chrześcijańską Akademię Teologiczną. Święcenia diakońskie przyjął z rąk metropolity warszawskiego i całej Polski Makarego 18 grudnia 1955. W latach 1955–1959 był diakonem w katedrze metropolitalnej w Warszawie.
Wyświęcony na kapłana przez biskupa białostockiego i gdańskiego Tymoteusza, był kolejno proboszczem w parafiach w Jacznie, Topilcu i Kożanach. Od 1971 związany z Seminarium, w latach 1977–1987 pełnił funkcję jego rektora. Od 1996 do 2003 był proboszczem parafii przy katedrze metropolitalnej św. Marii Magdaleny w Warszawie, w której pozostał jako rezydent.
Zmarł w 2022 r.